# توكو (مانغا)
توكو (باليابانية: 特公، بالروماجي: Tokkō) هي سلسلة مانغا يابانية من تأليف ورسم توهرو فوجيساوا، نشرت من قبل كودانشا في مجلة آفترنون ، في 25 فبراير عام 2004 حتى 25 أبريل عام 2004، وتم تجمع فصول المانغا في 3 مجلدات تانكوبون. أنتجت إلى أنمي تلفزيوني من قبل شركة أنمي إنترنشنل بالتعاون مع مجموعة تي.إي.سي، عرض الأنمي في 15 أبريل عام 2006 واستمر عرضه حتى 29 يوليو عام 2006، وتكون من 13 حلقة.

## القصة
تدور أحداث القصة في عام 2011، حيث يعيش شاب يدعى رانمارو شيندو في طوكيو مع شقيقته الصغرى سايا. لقد انتقلوا من ماشيدا قبل 5 سنوات، بعد مقتل أبويهما في مجمعهم السكني، الذي تعرض للهجوم من قبل مجرمين مجهولين، وقد قتلوا بوحشية الجميع في العديد من المباني في المجمع. كان رانمارو يحلم بشكل متكررة بفتاة لديها وشم مغطاة بالدم تحمل سيفًا ضخمًا محاطة بالجثث.

## الشخصيات
رانمارو شيندو
مؤدي الصوت: كينيتشي سوزومورا
سايا شيندو
مؤدية الصوت: أكمي كاندا
ساكورا روكوجو
مؤدية الصوت: فوميكو أوريكاسا
كوريها سوزوكا
مؤدية الصوت: كانا أويدا
تاكيرو إينوكاي
مؤدي الصوت: سوسومو أكاغي
ريوكو إيبوكي
مؤدية الصوت: ريو ناتسكي
كاورو كونيكيدا
مؤدي الصوت: واتارو تاكاغي
إيشيرو هانازونو
مؤدي الصوت: تاداشي موتو
يوكينو شيرايشي
مؤدية الصوت: أيا إندو
ميكاي
مؤدية الصوت: ماي كادواكي

## وصلات خارجية
- توكو (مانغا) على موقع وائووائو باللغة اليابانية
- Manga UK's site for the anime نسخة محفوظة 20 نوفمبر 2012 على موقع واي باك مشين.
- توكو (مانغا) على موقع ANN manga (الإنجليزية)